# Пенкоцин
Пенкоцин (пол. Piękocin, нім. Neuwalde / Pinkotschine) — село в Польщі, у гміні Мілич Мілицького повіту Нижньосілезького воєводства.
Населення — 178 осіб (2011).
У 1975-1998 роках село належало до Вроцлавського воєводства.

## Демографія
Демографічна структура станом на 31 березня 2011 року:
|          | Загалом | Допрацездатний вік | Працездатний вік | Постпрацездатний вік |
| -------- | ------- | ------------------ | ---------------- | -------------------- |
| Чоловіки | 87      | 20                 | 59               | 8                    |
| Жінки    | 91      | 22                 | 52               | 17                   |
| Разом    | 178     | 42                 | 111              | 25                   |